# Trattato di Londra (1604)
Il trattato di Londra, firmato il 28 agosto 1604, pose fine alla ventennale guerra anglo-spagnola dal 1585 al 1604, giunta ad una fase di stallo dopo la morte di Filippo II di Spagna.
I negoziati, voluti da Giacomo I d'Inghilterra e ben accolti da Filippo III di Spagna, si svolsero nella Somerset House di Londra e sono conosciuti con il nome di "Conferenza della Somerset House".
Delegazione inglese:
- Robert Cecil, I conte di Salisbury, Segretario di Stato
- Charles Blount, VIII barone Mountjoy
- Thomas Sackville, I conte di Dorset, Lord Alto Tesoriere
- Henry Howard, I conte di Northampton, Lord Guardiano dei Cinque Porti
- Charles Howard, I conte di Nottingham, Primo Lord dell'Ammiragliato.

Delegazione spagnola:
- Carlo d'Arenberg, principe d'Arenberg
- Juan Fernández de Velasco, quinto duca di Frias e Connestabile di Castiglia
- Jean Richardot, Presidente del Concilio Privato di Bruxelles
- Alessandro Robida, Senatore di Milano
- Louis Vereyken, Auditore di Bruxelles
- Juan de Tassis, Conte di Villa Mediana.